# Abigail et Brittany Hensel
Pour les articles homonymes, voir Hensel et Abigaïl.
 (décembre 2018).
Si vous disposez d'ouvrages ou d'articles de référence ou si vous connaissez des sites web de qualité traitant du thème abordé ici, merci de compléter l'article en donnant les références utiles à sa vérifiabilité et en les liant à la section « Notes et références ».
Abigail "Abby" Loraine Hensel et Brittany "Britty" Lee Hensel, nées le 7 mars 1990, à Carver (Minnesota, États-Unis), sont deux sœurs siamoises bicéphales. Les jumelles étant vues de face, Abigail est à gauche et Brittany à droite. Elles ont deux colonnes vertébrales jointes au bassin. Elles ont deux estomacs, quatre poumons (deux quasiment joints par paires), et deux bras (un troisième bras, sous-développé et inutilisable entre leurs têtes a été amputé pendant leur enfance).
Chacune des deux sœurs contrôle un bras et une jambe. Depuis leur enfance, la coopération de chacune des jumelles est indispensable pour tous les mouvements nécessitant une coordination motrice, comme marcher, applaudir, ou nager. Alors que chacune est capable de manger ou écrire séparément ou simultanément, les activités comme la marche ou la natation doivent être coordonnées et gérées de façon symétrique. Des gestes quotidiens comme se coiffer ou conduire exigent que chaque jumelle effectue une séquence d'actions distinctes et coordonnées.
Leur histoire et parcours ont été largement couverts par les médias américains depuis leur plus jeune âge, au point d'acquérir une certaine notoriété à travers le monde.

## Biographie
Les parents d'Abigail et Brittany Hensel sont Patty (infirmière) et Mike Hensel (menuisier et paysagiste). Les filles ont un jeune frère, Dakota, et une jeune sœur, Morgan. Elles ont grandi à New Germany (Minnesota) et ont été scolarisées à la Lutheran High School à Mayer.
Les parents choisissent de ne pas les séparer, les médecins estimant que leur survie serait compromise par une telle opération. À l'âge de 12 ans, les siamoises subissent une opération chirurgicale au Gillette Children's Specialty Healthcare pour corriger leur scoliose, et agrandir leur cavité thoracique pour empêcher de futures difficultés respiratoires.
Chacune des filles dirige un côté de leur corps fusionné. En coordonnant leurs efforts, elles sont capables de courir et de marcher normalement. Elles ont de nombreux loisirs et pratiquent de nombreux sports comme le volley-ball, basket-ball, kickball, la natation et le cyclisme. Elles ont aussi des passe-temps, comme le chant ou le piano.
Malgré leurs corps fusionnés, les jeunes siamoises ont des goûts différents pour la nourriture et les vêtements. Certains de leurs vêtements sont modifiés, avec deux cols séparés pour souligner leur individualité. Selon un documentaire de TLC de 2006, elles négocient ce qu'elles veulent porter chaque jour. En général, elles ont deux plats séparés, mais parfois, elles partagent un seul plat. Il leur a fallu près de dix ans pour parvenir à marcher de façon synchronisée, après de nombreuses chutes.
En avril 1996 et septembre 1998, de six à huit ans, elles apparaissent dans Liées pour la vie, un documentaire produit par Advanced Medical, diffusé sur Discovery Health Channel. Elles sont aussi apparues dans The Oprah Winfrey Show les 8 et 29 avril 1996. En septembre 1998, les jeunes filles ont été présentées en couverture de Life sous le titre « Un corps, Deux esprits », et leur mode de vie quotidien a été présenté dans l'article par le titre L'Été des Hensel. En 2003, une histoire adaptée des sœurs siamoises à l'âge de 11 ans (filmée en 2001) a été publiée dans Time et dans Life.
En 2017, les deux jeunes femmes deviennent professeures des écoles dans une école primaire. En 2021, Abigail se marie avec Josh Bowling, vétéran de l'armée américaine.

## Séparation des organes
- 2 têtes
- 2 bras, à l'origine 3. Un bras situé entre leurs deux têtes a été amputé dans leur enfance, jugé inutilisable[2].
- 2 moelles épinières et colonnes vertébrales[2] — opérées pour corriger une scoliose
- 3½ poumons — opérés pour agrandir leur cage thoracique en même temps que l'opération pour la scoliose
- 2 seins
- 2 cœurs[2] dans un seul système circulatoire
- 1 foie
- 2 estomacs[2]
- 3 reins
- 2 vésicules biliaires
- 1 vessie[2]
- 1 cage thoracique
- 1 gros intestin[2]
- 1 appareil reproducteur féminin[2]
- 1 bassin
- 2 jambes

## Filmographie
Le tableau suivant comporte la liste des documentaires ou autres apparitions télévisées des sœurs Hensel.
| Date             | Titre                                                                                               | Chaîne                 | Produit par                                                 |
| ---------------- | --------------------------------------------------------------------------------------------------- | ---------------------- | ----------------------------------------------------------- |
| 8 avril 1996     | The Oprah Winfrey Show                                                                              | King World Productions | Harpo Productions                                           |
| 27 mars 2003     | Joined for Life                                                                                     | Discovery Channel      | Advanced Medical Productions, American Broadcasting Company |
| 17 décembre 2006 | Joined for Life: Abby and Brittany Turn 16                                                          | TLC                    | Advanced Medical Productions                                |
| 19 février 2007  | Extraordinary People: The Twins Who Share a Body (« Les sœurs siamoises, 5 ans après » en français) | Five (UK)              | One North, Figure 8 Films                                   |
| 28 août 2012     | Abby & Brittany                                                                                     | TLC                    |                                                             |

Le programme Joined for Life: Abby and Brittany Turn 16 reprend principalement des images de Extraordinary People: The Twins Who Share a Body.
Abby & Brittany est un reality show (8 épisodes en 2012) montrant la vie d'Abby et Brittany depuis leur diplôme à l'université de Bethel, à leur recherche d'un travail et leurs voyages en Europe.